# Joseph Magnani
Joseph "Joe" Magnani, né le 15 juillet 1911 à LaSalle dans Illinois et mort le 30 novembre 1975 à Chicago, est un coureur cycliste américain, professionnel de 1935 à 1948.

## Biographie
Joseph Magnani est né à LaSalle dans Illinois de John et Gonda Magnani, fils d'immigrants italiens. Son père était mineur de charbon. Peu de temps après sa naissance, la famille déménage à Mount Clare, dans l'Illinois, où le père continue à travailler comme mineur. En 1928, lui et sa sœur Angeline sont envoyés en France, où il commence à s'intéresse aux compétitions cyclistes. Il rejoint une équipe amateur locale et passe finalement professionnel, roulant pour des équipes cyclistes professionnelles françaises et italiennes de 1935 à 1948. Sa carrière a été interrompue par la Seconde Guerre mondiale et son emprisonnement dans un camp de concentration. Après sa libération, il reprend la compétition et représente les États-Unis dans la course professionnelle sur route des championnats du monde de 1947 à Reims, terminant septième. En 1948, il revient aux États-Unis pour une réunion de famille et finit par y rester,. Il épouse Erminia (Mimi) Soria et ils ont un fils, Rudy. 
Il meurt à Oak Park en banlieue de Chicago le 30 novembre 1975 et est enterré dans un cimetière à Benld.  Il est intronisé au Temple de la renommée du cyclisme aux États-Unis en 1998.

## Palmarès
| - 1935 - Grand Prix d'Urago - Marseille-Nice - 1936 - Grand Prix d'Urago - 2e du Nice-Annot-Nice - 1937 - Nice-Annot-Nice - 2e du Grand Prix d'Antibes - 1938 - Marseille-Toulon-Marseille - Grand Prix d'Antibes - Circuit des cols pyrénéens - 4e et 5eb étapes du Tour de l'Est Central - 2e du Nice-Annot-Nice - 2e du Tour de l'Est Central - 9e du Paris-Nice - 1939 - Lyon-Saint-Étienne-Lyon - 1re étape du Tour du Sud-Est - 2eb étape du Circuit des Alpes | - 1940 - Grand Prix d'Antibes - Grand Prix de la Côte d'Azur - Tour de Porto Alegre - 1941 - 1re étape du Circuit du Ventoux - 1942 - 2e du Tour de Haute-Savoie - 2e des Quatre Jours de la route du Dauphinois - 1946 - 2e du Grand Prix des Alpes - 1947 - 3e du Tour du Lac Léman - 3e du Circuit des cols pyrénéens - 7e du championnat du monde sur route |

## Résultats sur les grands tours

### Tour d'Italie
1 participation
- 1946 : abandon